# Epalpus rufitibia
Epalpus rufitibia là một loài ruồi trong họ Tachinidae.